# The Dixie Cups
The Dixie Cups sont un groupe vocal féminin américain de musique pop.

## Biographie
Le groupe est originaire de La Nouvelle-Orléans (Louisiane). Il est formé à l'origine de deux sœurs, Barbara Ann Hawkins (1943) et Rosa Lee Hawkins (1944-2022), et de leur cousine, Joan Marie Johnson (1945-2016). Le trio prend d'abord pour nom The Meltones, avant d'opter pour Little Miss and the Muffets, et de se fixer sur The Dixie Cups. Établi à New York, le groupe enregistre d'abord pour Red Bird Records.
Son plus grand succès est Chapel of Love (1964), écrit par Jeff Barry, Ellie Greenwich et Phil Spector, reprise d'une chanson éditée l'année précédente par Darlene Love. La chanson est n° 1 pendant trois semaines, en juin, au Billboard et se vend à plus d'un million d'exemplaires.
Les Dixie Cups obtiennent un deuxième succès en 1965 avec Iko Iko, une ancienne chanson louisianaise remise au goût du jour.

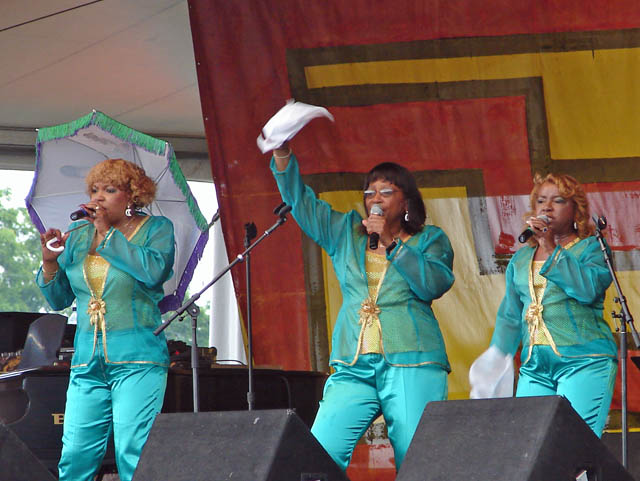
Les Dixie Cups en 2006 au New Orleans Jazz Fest.

En 1966, le groupe signe chez ABC Records.
En 1974, il regagne La Nouvelle-Orléans.
En avril 2007, les Dixie Cups entrent au Louisiana Music Hall of Fame.
Joan Marie Johnson meurt à La Nouvelle-Orléans le 3 octobre 2016, à 72 ans. Rosa Lee Hawkins meurt le 11 janvier 2022, à l'âge de 76 ans,.

## Discographie
Albums
- Chapel of Love, Red Bird Records, 1964
- Riding High, ABC Records, 1965
- Iko Iko, Red Bird Records, 1965
- Teen Anguish, vol. 1, Charly Records, 1979
- The Best Of The Dixie Cups, Bac-Trac Records, 1985
- Doing It Our Way, Iri, 2011